# Gérard Fenouil
Gérard Fenouil (* 23. Juli 1945 in Paris; † 8. Oktober 2023) war ein französischer Sprinter.
1964 gewann er den Titel im 200-Meter-Lauf bei der inoffiziellen ersten Junioreneuropameisterschaften in Warschau. Bei den Olympischen Spielen 1968 in Mexiko-Stadt trat er im 100-Meter-Lauf, bei dem er die Halbfinalrunde erreichte, und in der 4-mal-100-Meter-Staffel an. Die französische Stafette holte in der Aufstellung Gérard Fenouil, Jocelyn Delecour, Claude Piquemal und Roger Bambuck in 38,43 s die Bronzemedaille hinter den Mannschaften der Vereinigten Staaten und Kubas.
Bei den Europameisterschaften 1969 in Athen gewann Fenouil gemeinsam mit Alain Sarteur, Patrick Bourbeillon und François Saint-Gilles in 38,8 s den Titel in der 4-mal-100-Meter-Staffel. Über 100 Meter erreichte er in Athen den vierten Platz. Im selben Jahr wurde Fenouil französischer Meister im 100- und im 200-Meter-Lauf. Zwei weitere nationale Titel über 200 Meter folgten in den nächsten beiden Jahren.
Bei den Europameisterschaften 1971 in Helsinki wurde er Siebter über 200 Meter. Ebenfalls den siebten Platz belegte er in der 4-mal-100-Meter-Staffel bei den Olympischen Spielen 1972 in München.
Gérard Fenouil war 1,77 m groß und wog in seiner aktiven Zeit 72 kg. Er startete für den AC Paris.

## Bestleistungen
- 100 m: 10,40 s, 14. Oktober 1968, Mexiko-Stadt
- 200 m: 20,74 s, 2. August 1970, Zürich